# マジシャンSIN
マジシャンSIN（マジシャンシン、1987年1月15日 - ）は日本のプロマジシャン及び実業家である。GARNET GROUP（ガーネットグループ）代表取締役。本名：飯島 健太（いいじま けんた）、血液型はO型。

## 経歴
埼玉県さいたま市（旧大宮市）生まれ。埼玉県立小川高等学校、日本電子専門学校を卒業。
小学生時代に、祖父の影響でマジシャンの道を志す。高校入学後は埼玉県立小川高等学校にて一年間の有志活動の後、マジック同好会を設立し、初代部長となる。高校卒業後は、池袋東武百貨店で株式会社テンヨーのマジック実演販売員として3年間の下積みを経て、以降プロ活動を開始する。
プロ転向後数年間、都内のレストランやマジックバー等の出演を主としていたが、2008年10月31日に相模原「マジックバーGARNET」を出店し、オーナー兼看板マジシャンを務める。2010年にはショーの年間出演回数が500回を超える。
京都祇園店では1日1組限定のマジック×プロジェクションマッピングの融合で「和」を表現。内装や提供されるコース料理にもプロジェクションマッピングを使用し、その美しさが定評を呼んでいる。
2014年、更なる飛躍のため「GARNET GROUP」（ガーネットグループ）を設立。マジックバーの店舗展開（2015年3月、マジックバーGARNET町田店出店）、マジシャン派遣業務、若手マジシャンの人材育成等を主な事業内容として活動している。
2015年3月、2号店となるマジックバーGARNET町田店を出店。
2015年10月、マジック×映画×演劇をミックスした新世代パフォーマンス「HUMANITY」公演を行う。
2016年4月、西東京最大規模の祭典「三多摩メーデー」にて観客動員数二万人のショーを行う。
2016年8月、若手マジシャン支援を目的としたマジックの祭典「Garnet Magic Convention 2016」を主催する。マジックバーの店舗展開を基盤とした企業の主催は極めて異例であり、第一回にもかかわらず国内大会の中でトップクラスの規模の入場者数を記録した。
2017年8月、2度目となる若手マジシャン支援を目的としたマジックの祭典「Garnet Magic Convention 2017」を主催する。
2016年10月、3号店となるマジックバーGARNET横浜関内店を出店
2021年6月、4号店となる紅柘榴 -Magic & Course Dinner-を京都祇園に出店
2022年3月、5号店となるマジックバーGARNET博多中洲店を出店

## 人物
- 「SIN」の由来は、人間関係において一番大切な事は「信頼」という理由からである。よくSHINと間違えて表記される事がある。
- パフォーマンス＝自身の気持ちや考えを形にする行為として捉えていて、マジックは単なる芸（娯楽）ではなく、芸術（感動）に昇華されるべきだと主張している。その為、自身の生き方の哲学や思想をパフォーマンスとシンクロする事に重きを置いている。
- 特技は3DCG、動画編集、静止画編集等のグラフィックデザイン。マジックバーGARNETのロゴ等本人がデザインしている。
- 芸術家の岡本太郎を尊敬していて、彼の著書を読む事が日課である。
- 自他共に認めるリラックマ好き。特にシリーズ化している絵本の「だららん日和」（リラックマ生活2）がお気に入りである。本人曰く「哲学を感じる」[2]。
- 小川高校時代には、高校としては非常に珍しいマジック同好会を設立した。（同好会は現在も後輩に引き継がれて活動している）

## 出演

### テレビ
- ブロードキャスター（TBS系）
- お台場冒険王（フジテレビ系）
- EGU-SPLOSION CLUB（ワールドネットTV）
- Mr.マリック＆マギー司郎が厳選　次世代マジシャン神業列伝3（日本テレビ系）

### 新聞・雑誌
- 相模経済新聞（2008年2月25日）
- 桜建築事務所「さくら大福、情熱の風」（2013年1月・2月号）

### インターネット番組
- マジシャン×パフォーマー～表現者達の哲学～第一回
- 月刊！？がぁねっちゅ（第1回～第4回）
- すべらない話をテブラーシカ風にやってみた
- マジシャンTV「王様ゲーム」
- マジシャンTV「町田店の窮地に店長は。」

### PV
- チャイナリング～流転～
- マジシャンSIN「HUMANITY」
- マジシャンSIN「SINGULARITY」